# بلوند (ترانه)
«بلوند» تک‌آهنگی از هنرمند اهل فرانسه آلیزه ژاکوته است که در سال ۲۰۱۴ میلادی منتشر شد.